# Neovalgus formosanus
Neovalgus formosanus är en skalbaggsart som beskrevs av Miyake 1985. Neovalgus formosanus ingår i släktet Neovalgus och familjen Cetoniidae. Inga underarter finns listade i Catalogue of Life.